# Cynodonichthys birkhahni
Cynodonichthys birkhahni is een straalvinnige vissensoort uit de familie van de killivisjes (Rivulidae). De wetenschappelijke naam van de soort is voor het eerst geldig gepubliceerd in 1992 door Berkenkamp & Etzel.